# چاشیچ دولاتس
چاشیچ دولاتس (به صربی: Čašić Dolac) یک روستا در صربستان است که در نووی پازار واقع شده‌است.